# Cerithium interstriatum
Cerithium interstriatum là một loài ốc biển, là động vật thân mềm chân bụng sống ở biển thuộc họ Cerithiidae.

## Phân bố
The distribution của Cerithium interstriatum bao gồms miền tây miền trung Thái Bình Dương.
- Guam[2]